# Ibrahim Touré (Fußballspieler, 1985)
Ibrahim Oyala Touré (* 27. September 1985 in Bouaké; † 19. Juni 2014 in Manchester, England) war ein ivorischer Fußballspieler. Er war der Bruder von Yaya und Kolo Touré.

## Leben
Touré begann seine professionelle fußballerische Laufbahn beim ukrainischen Verein Metalurh Donezk im Jahr 2003. Nachdem er dort für drei Jahre aktiv gewesen war, wechselte er 2006 nach Frankreich und schloss sich OGC Nizza an. Im Jahr 2009 verließ er Europa und unterschrieb einen Vertrag beim Syrischen Klub Al-Ittihad Aleppo. Nach einem Jahr in Aleppo wechselte er zu Misr El-Makasa SC nach Ägypten. 2012 folgte ein kurzes Leihgeschäft zu Telephonat Beni Suef SC. Ab 2013 war er für Safa SC Beirut im Libanon tätig.

## Tod
Ibrahim Touré starb am 19. Juni 2014 im Alter von 28 Jahren in Manchester, nachdem bei ihm kurz zuvor Krebs diagnostiziert worden war. Seine Brüder befanden sich zu diesem Zeitpunkt mit der Nationalmannschaft der Elfenbeinküste bei der WM 2014 in Brasilien. Sie lehnten ein Angebot des ivorischen Verbandes ab, welches es ihnen gestattet hätte, nach Hause zu reisen, und spielten das Turnier zu Ende.